# Fuxing (köpinghuvudort i Kina, Hunan Sheng, lat 28,64, long 109,56)
Fuxing (kinesiska: 复兴, 复兴镇) är en köpinghuvudort i Kina. Den ligger i provinsen Hunan, i den södra delen av landet, omkring 340 kilometer väster om provinshuvudstaden Changsha. Antalet invånare är 15 661. Befolkningen består av 7 516 kvinnor och 8 145 män. Barn under 15 år utgör 17,0 %, vuxna 15-64 år 72 %, och äldre över 65 år 9,0 %.
Runt Fuxing är det ganska tätbefolkat, med 139 invånare per kvadratkilometer. Närmaste större samhälle är Huayuan, 10,2 km sydväst om Fuxing. I omgivningarna runt Fuxing växer huvudsakligen savannskog.
Genomsnittlig årsnederbörd är 1 790 millimeter. Den regnigaste månaden är maj, med i genomsnitt 312 mm nederbörd, och den torraste är december, med 28 mm nederbörd.